# غلين ويلسون (لاعب كرة قاعدة)
غلين ويلسون (بالإنجليزية: Glenn Wilson)‏ هو لاعب كرة قاعدة أمريكي، ولد في 22 ديسمبر 1958 في باي تاون في الولايات المتحدة.

## وصلات خارجية
- غلين ويلسون على موقعبيزبول رفرنس.كوم (الدوري الرئيسي) (الإنجليزية)
- غلين ويلسون على موقعبيزبول رفرنس.كوم (الدوري الثانوي) (الإنجليزية)